# Kleinmachnow
Kleinmachnow est une commune située dans l'arrondissement de Potsdam-Mittelmark et le Land de Brandebourg. La commune est située au sud-ouest de Berlin.

## Histoire

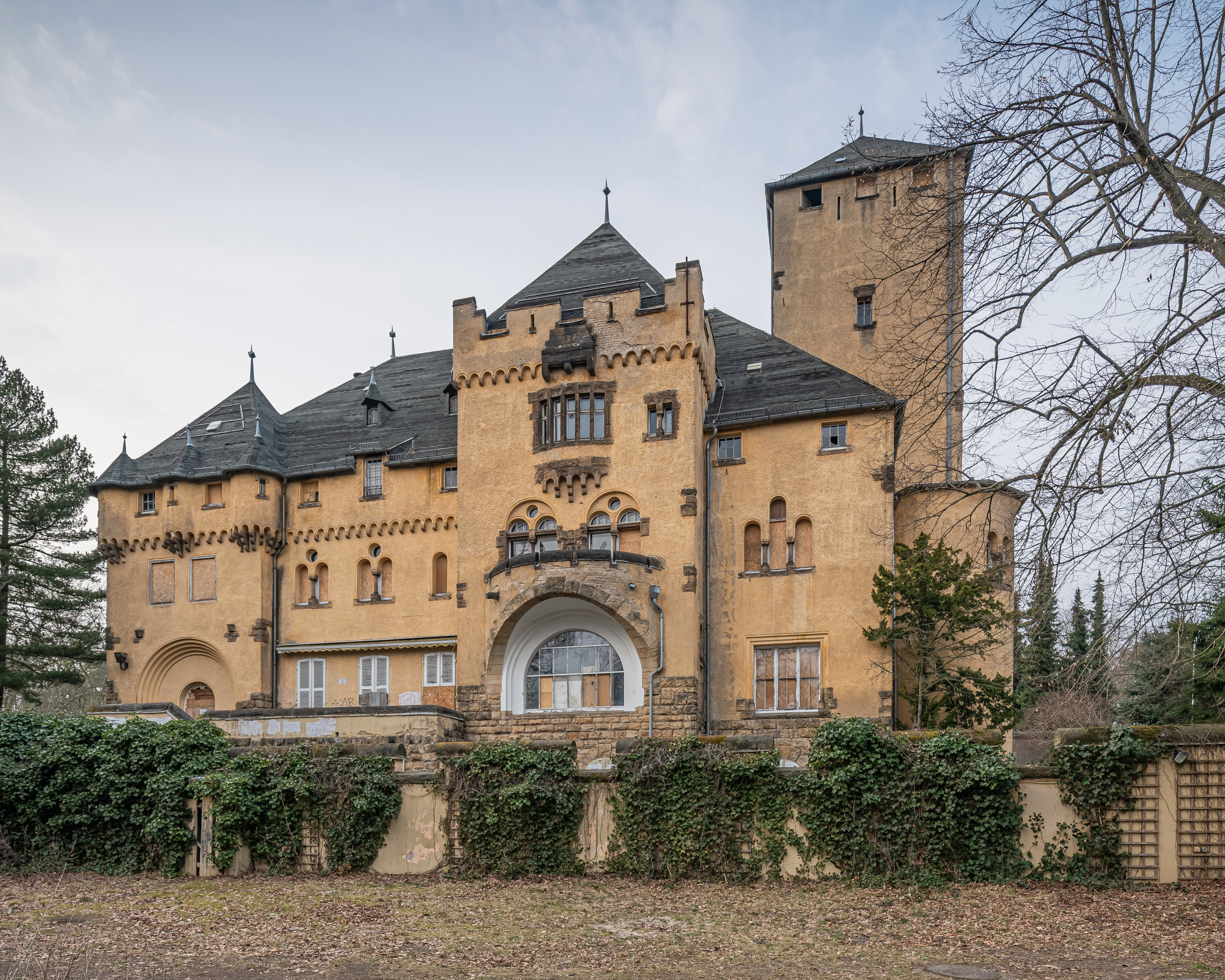
Le château d'Hakeburg.

C'est sous le règne de l'empereur Charles IV, au XIVe siècle, que le nom du village fut mentionné. La famille von Hake possède le Hakeburg, château-fort du lieu. Leur blason est visible dans la partie inférieure de celui de la ville.
Au cours du XXe siècle, la commune essentiellement rurale, s'urbanisa en raison de sa proximité avec la capitale allemande.

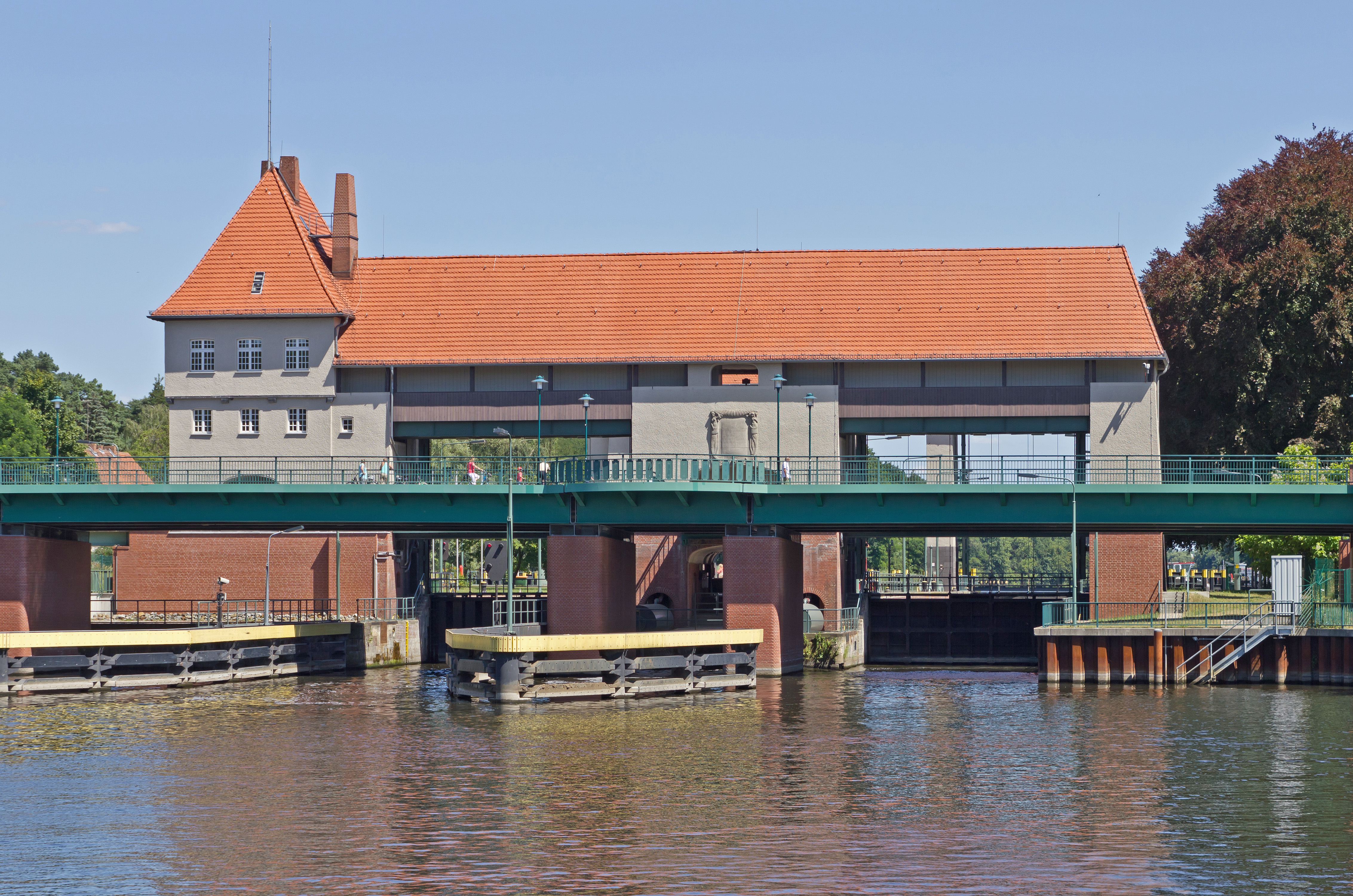
Écluse sur le canal Teltow.

En 1961, lors de la construction du mur de Berlin, la commune de Kleinmachnow fut séparée de Berlin-Ouest. Le point de passage de Checkpoint Bravo, entre la RDA et la RFA, se situait sur son territoire sur le tracé de la Bundesautobahn 115, au niveau de la localité de Drewitz.
Durant cette période, la cité de Kleinmachnow resta à l'écart du reste de l'Allemagne de l'Est. Ce n'est qu'après 1990, avec la chute du mur de Berlin, que la cité reprit son expansion urbaine.
La commune est traversée par le canal Teltow, creusé entre 1901 et 1906 et qui relie la rivière Dahme à la rivière Havel. Une écluse permet de franchir le dénivelé à la hauteur de Kleinmachnow.

### Kleinmachnow et le mur de Berlin

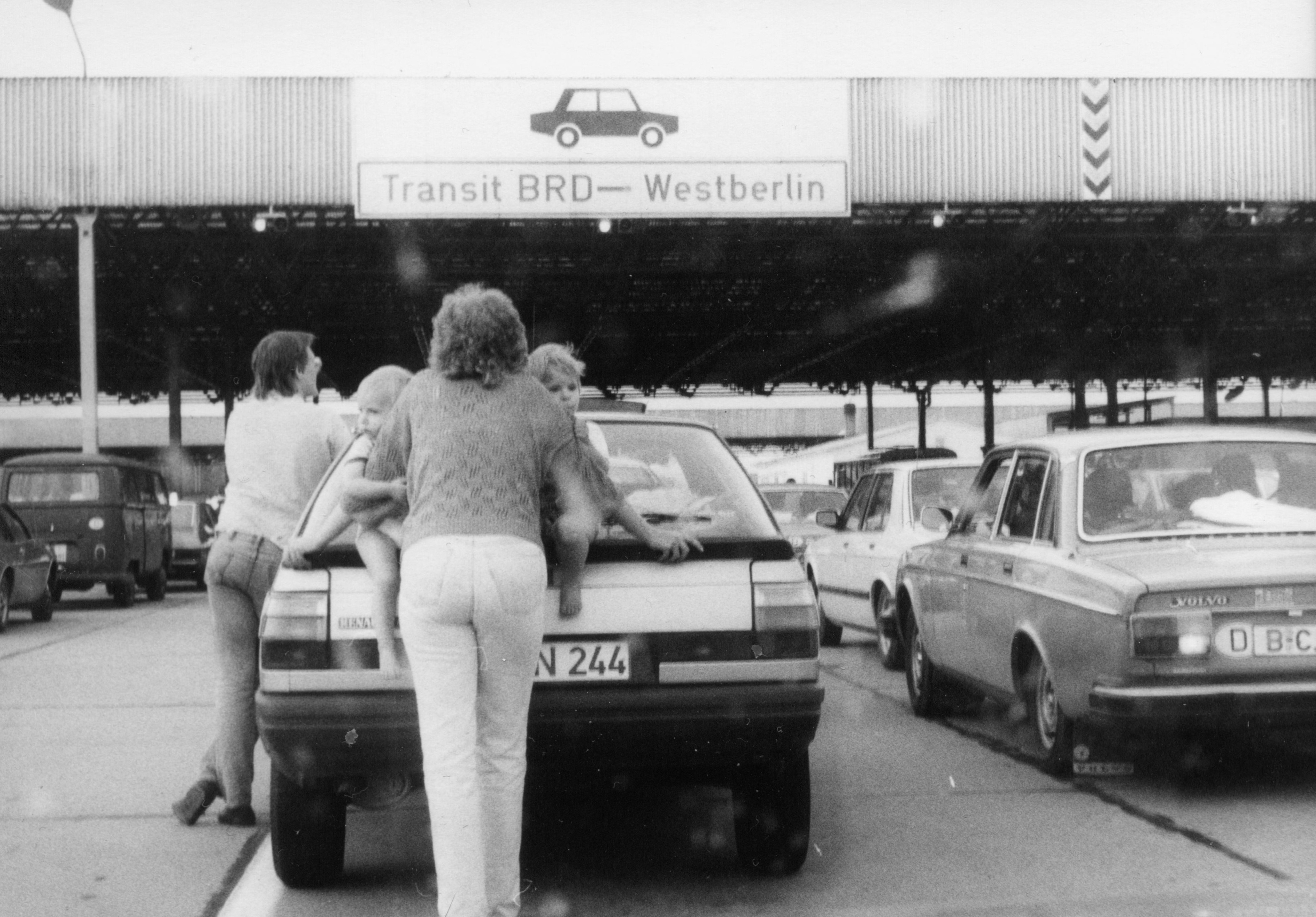
Poste frontalier entre l'Allemagne de l'Est et l'Allemagne de l'Ouest
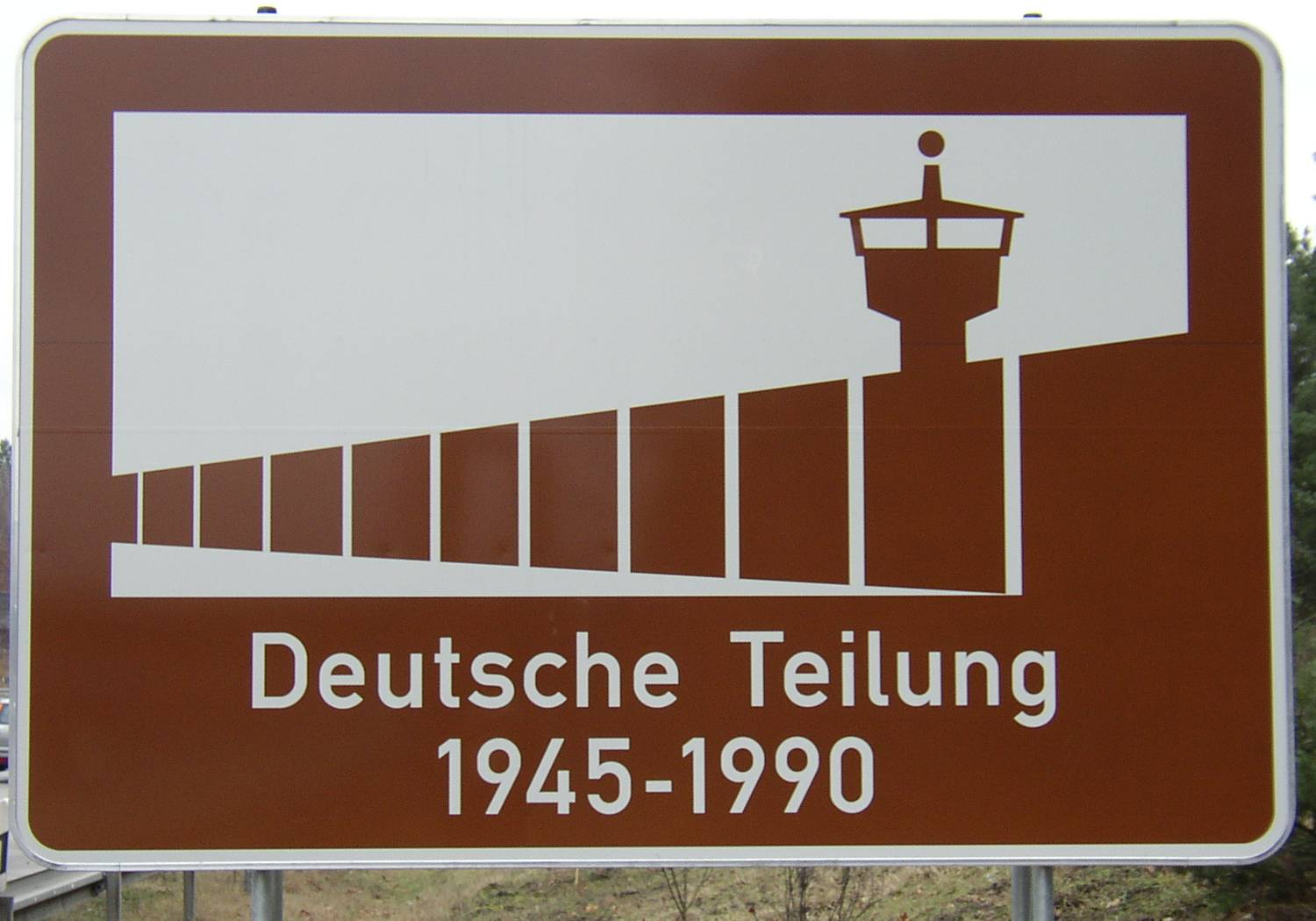
Panneau indicateur de l'ancienne division de l'Allemagne
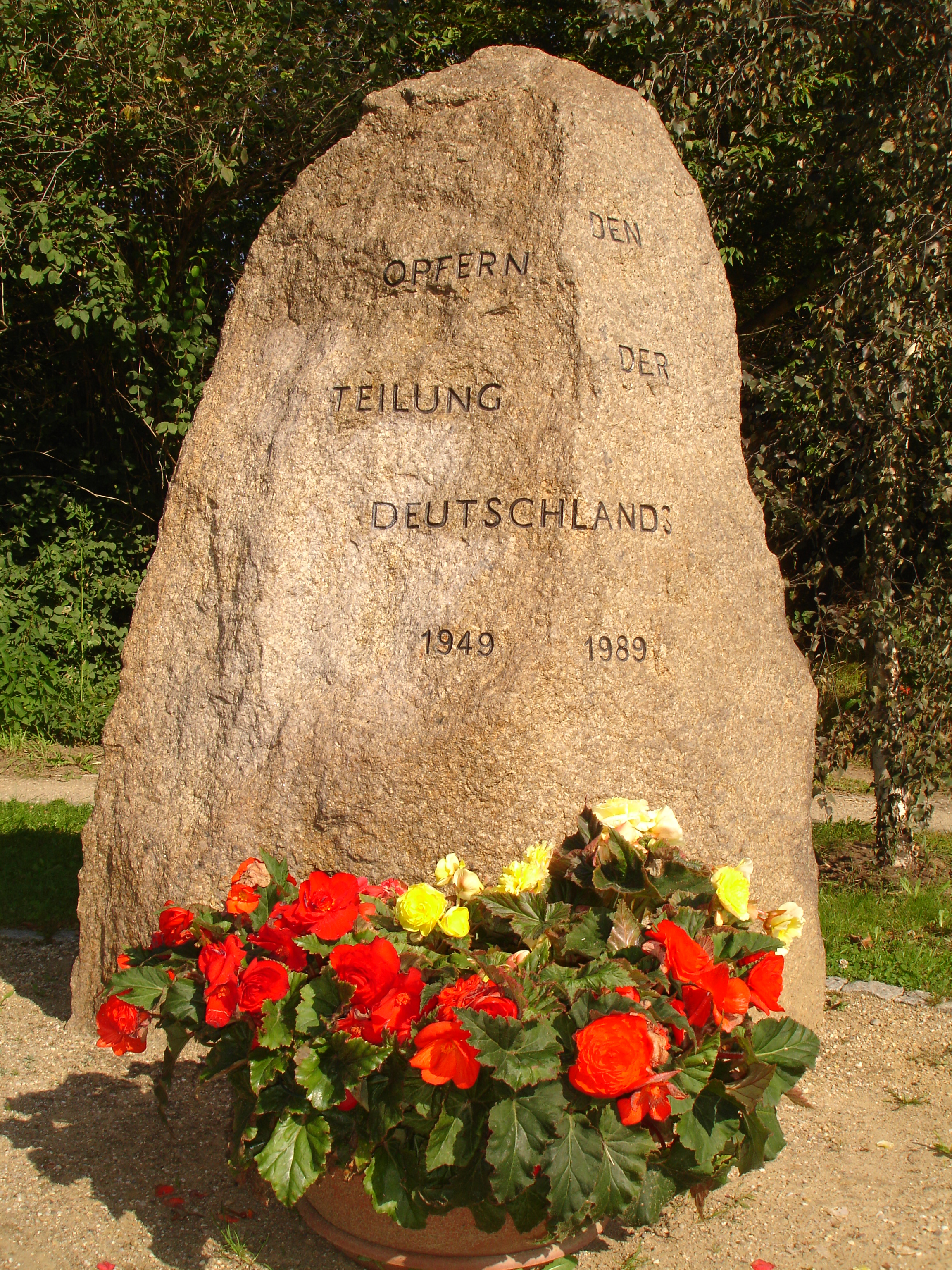
Monument aux victimes de la séparation allemande

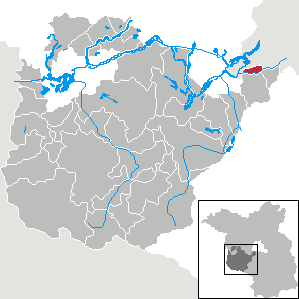
Localisation de Kleinmachnow dans l'arrondissement de Potsdam-Mittelmark

## Démographie
- Évolution de la population dans les limites actuelles. -- Ligne bleue : Population ; Ligne pointillée : Comparaison avec le développement de Brandebourg -- Fond gris : Période du régime nazi ; Fond rouge : Période du régime communiste
- Évolution recente (ligne bleue) et prévisions sur l'effectif de résidents

| Année | Population |
| ----- | ---------- |
| 1875  | 176        |
| 1890  | 181        |
| 1910  | 401        |
| 1925  | 840        |
| 1933  | 3 589      |
| 1939  | 12 565     |
| 1946  | 11 792     |
| 1950  | 13 743     |
| 1964  | 13 817     |
| 1971  | 14 304     |

| Année | Population |
| ----- | ---------- |
| 1981  | 13 159     |
| 1985  | 12 435     |
| 1989  | 11 830     |
| 1990  | 11 613     |
| 1991  | 11 374     |
| 1992  | 11 233     |
| 1993  | 11 162     |
| 1994  | 11 083     |
| 1995  | 11 283     |
| 1996  | 11 577     |

| Année | Population |
| ----- | ---------- |
| 1997  | 12 715     |
| 1998  | 13 795     |
| 1999  | 14 826     |
| 2000  | 15 796     |
| 2001  | 16 507     |
| 2002  | 17 100     |
| 2003  | 17 497     |
| 2004  | 17 988     |
| 2005  | 18 367     |
| 2006  | 18 778     |

| Année | Population |
| ----- | ---------- |
| 2007  | 19 193     |
| 2008  | 19 395     |
| 2009  | 19 589     |
| 2010  | 19 890     |
| 2011  | 20 086     |
| 2012  | 20 194     |
| 2013  | 20 405     |
| 2014  | 20 562     |
| 2015  | 20 655     |
| 2016  | 20 644     |

| Année | Population |
| ----- | ---------- |
| 2017  | 20 608     |
| 2018  | 20 564     |
| 2019  | 20 376     |
| 2020  | 20 406     |

## Personnalités liées à la ville
- Lily Braun (1865-1916), écrivaine féministe
- Hubert Faensen (1928-2019), historien de l'art et directeur de publication allemand.
- Karl Gass (1917-2009), réalisateur
- Jacqueline Jacob (née en 1961), chanteuse et actrice allemande.
- Friedrich Kayssler (1874-1945), acteur et compositeur
- Arnold Schönberg (1874-1951), compositeur
- Margarete Sommer 1893-1965), résistante contre le nazisme
- Elisabeth Pungs (1896-1945), résistante contre le nazisme
- Raphael Statt (né en 1958 à Kleinmachnow), sculpteur et moine allemand.
- Kurt Weill (1900-1950), compositeur
- Christa Wolf (1929-2011), écrivaine